# Гришки (Полтавський район)
Гри́шки — село в Україні, у Зіньківській міській громаді Полтавського району Полтавської області. Населення становить 67 осіб.

## Географія
Село Гришки знаходиться за 1 км від лівого берега річки Мужева Долина, на відстані 0,5 км розташоване село Цвітове. По селу протікає пересихаючий струмок з загатою.

## Населення

### Мова
Розподіл населення за рідною мовою за даними перепису 2001 року:
| Мова       | Кількість | Відсоток |
| ---------- | --------- | -------- |
| українська | 61        | 91.04%   |
| російська  | 4         | 5.97%    |
| румунська  | 2         | 2.99%    |
| Усього     | 67        | 100%     |

## Історія
1859 року у козачому хуторі налічувалось 5 дворів, мешкало 36 осіб (14 чоловічої статі та 22 — жіночої).
12 червня 2020 року, відповідно до розпорядження Кабінету Міністрів України № 721-р «Про визначення адміністративних центрів та затвердження територій територіальних громад Полтавської області», село увійшло до складу Зіньківської міської громади.
19 липня 2020 року, в результаті адміністративно - територіальної реформи та ліквідації Зіньківського району, село увійшло до складу новоутвореного Полтавського району Полтавської області.